# Arnaldo Fasoli
Arnaldo Fasoli (Pegli, 24 maggio 1917 – Busto Arsizio, ...) è stato un allenatore di calcio e calciatore italiano, di ruolo attaccante.

## Carriera
Cresciuto nella Castellanzese, nella Pro Patria ha esordito in serie C il 7 novembre 1937 nella partita Pro Patria-Legnano (2-1) esordio bagnato da una bella rete.

Disputa come militare la stagione 1938-39 al Savoia di Torre Annunziata ancora in C, con cui sfiora la promozione in serie B ad un solo punto dalla capolista MATER anche grazie ai suoi 6 gol in 13 partite giocate, siglando tra gli altri una doppietta contro il San Giorgio Fois il 22 gennaio 1939.

Ritornato alla Pro Patria realizza 29 reti nelle due stagioni 1939-41 culminate con la promozione dei tigrotti in Serie B, nei cadetti ha esordito il 23 novembre 1941 nella partita Pro Patria-Vicenza (0-0), ha disputato sempre con la Pro Patria il Torneo Benefico Lombardo 1944-1945, e disputato la sua ultima stagione con i tigrotti nel 1945-46. Con la maglia bustocca ha disputato 85 partite e realizzato 42 reti.

## Biografia
Ha combattuto la seconda guerra mondiale sul fronte greco, ed è stato insignito nel febbraio 1973, dal Presidente della Repubblica Giovanni Leone, del titolo di Cavaliere al Merito della Repubblica Italiana.

## Palmares
Campionato italiano Serie C: 1 
Pro Patria: 1940-1941